# Homesteadlagarna

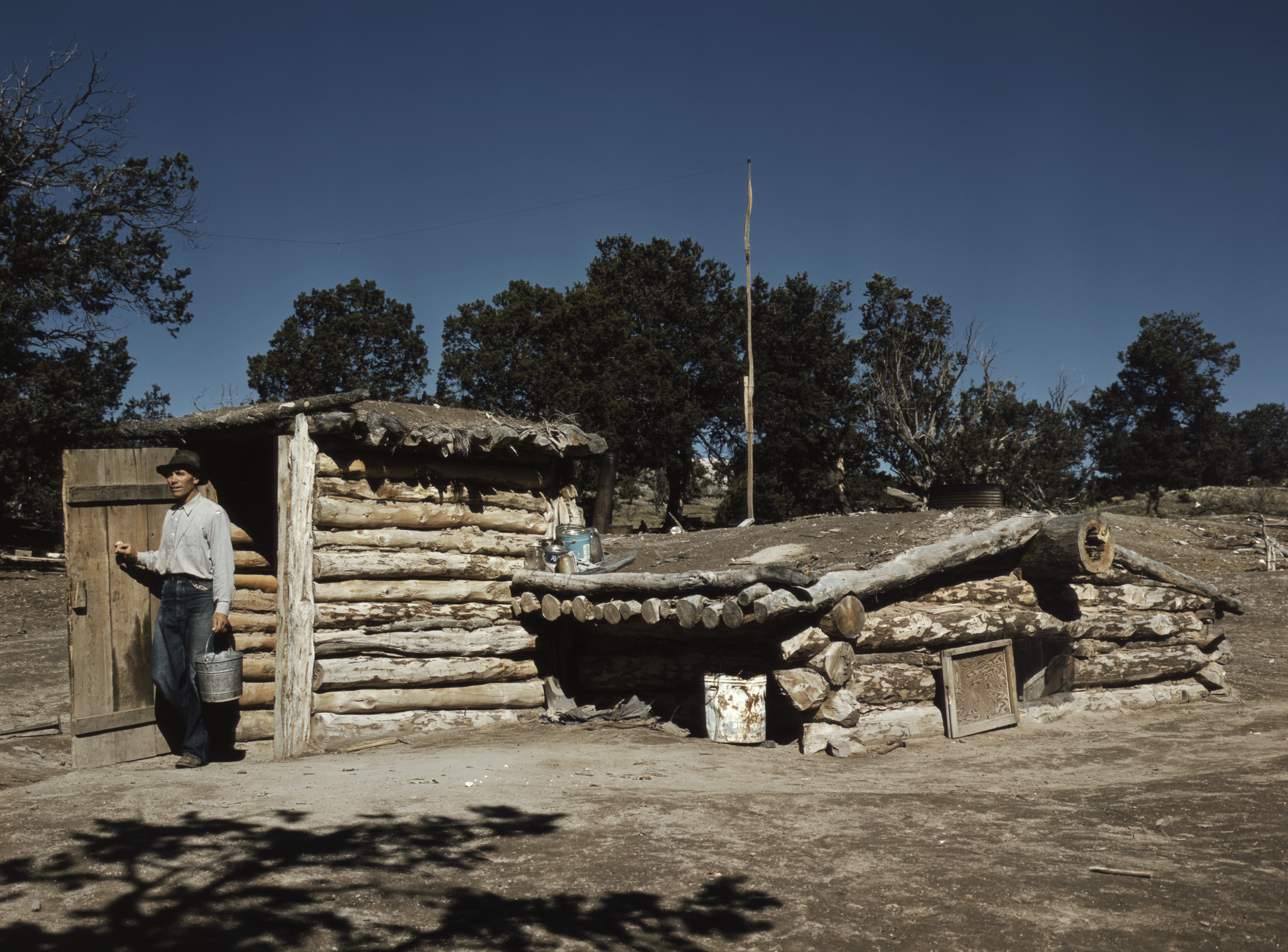
Enkel bostad av typ som användes av många homesteadägare. (New Mexico, fotografi från 1940.)

Homesteadlagarna (Från homestead, engelska: egendom, boningsplats, eget hem eller liknande) var ett system för att stimulera jordbrukare att etablera sig på ouppodlad mark i USA under det sena 1800-talet.
I fråga om homesteadlagstiftningen bör man skilja mellan den federala lagstiftningen om upplåtelse av federalt ägd obrukad mark till nybyggare och de i flera delstater antagna lagarna rörande viss marks fritagande från utmätning och tvångsförsäljning.

## Historisk utveckling
Enligt homesteadlagen från 20 maj 1862 hade varje amerikansk medborgare som uppnått myndig ålder eller var familjeförsörjare, på vissa villkor erhållit rätt att av federalt ägd mark få åt sig upplåten en areal av högst 160 acres mot skyldighet att bosätta sig där och under fem år ägna sig åt det upplåtna jordstyckets uppodling. Efter denna tid, som under vissa förhållanden kunde förkortas, erhöll nybyggaren, som inte fick överlåta sin rätt till annan person, mot en låg inregistreringsavgift full äganderätt till detta sitt homestead och en lagfart på den. Under mellantiden kunde marken inte utmätas för tidigare åsamkad skuld, men när full äganderätt uppnåtts, underställdes homesteadinnehavaren i detta hänseende den särskilda lagstiftning, som därom gällde i den delstat som marken befann sig i.
1862 års lag föregicks av en livlig debatt där förespråkarna av lagen ville förhindra att marken samlades i stora komplex som ägdes av få personer och påskynda att marken uppodlades. Den torde ha i hög grad främjat emigrationen till de västliga delarna av USA och räknas som en av huvudorsakerna till dessa trakters snabba uppodling och befolkningsökning. Till slut blev nästan all lämplig jordbruksmark av det slag som lagen handlade om upplåten åt nybyggare.
Tidigare och mer allomfattande var den homesteadlagstiftning som inom de enskilda delstaterna inskränkte den fria dispositionsrätten över den för familjens uppehälle nödvändiga marken. Dylika lagar om homestead och undantag fanns i nästan alla USA:s delstater och territorier. Den första antogs 1839 i Texas, som då var en självständig republik. Enligt dessa lagar, som till innehållet växlade ganska mycket mellan olika delstater, förstods med homestead en jordegendom, vare sig den var nyuppodlad eller ej, som till viss grad fritagits från att kunna utmätas och exekutivt försäljas. Skyddet för det för gäldenärens existens allra nödvändigaste utsträcktes där till den mark han ansågs behöva för att kunna livnära sig som självständig familjeförsörjande jordbrukare. Storleken av ett sådant skyddat homestead bestämdes olika i olika delstaters lagar, antingen genom stadgande av ett maximivärde (500 - 5000, oftast 1000 dollar) eller av en maximiareal (40 - 200 acres). På större jordegendomar kunde ett homestead avskiljas, varvid återstoden av egendomen var underkastad tvångsförsäljning med rätt för gäldenären till penningersättning för den skyddade delen, om försäljningen av praktiska skäl måste omfatta hela egendomen. Vid familjefaderns död brukade skyddet utsträckas i tiden tills änkan dött eller tills det yngsta barnet uppnått myndig ålder. Homesteadinnehavaren kunde i de flesta delstater endast under förutsättning av hustruns samtycke avhända sig denna sin egendom. Skyddet gällde ej mot tidigare ådragen skuld eller mot skuld som ådragits för egendomens förvärvande, och endast i några få delstater utgjorde en egendoms inregistrering som homestead absolut hinder för dess användning som pant för lån.

## Homestead-lagen utanför USA
I Kanada fanns lagstiftning efter det amerikanska mönstret. Mot slutet av 1870-talet dog tanken på sådan lagstiftning till Europa, och där blev detta systems förtjänster och brister föremål för livlig debatt. Bland "homestead-rörelsens" tillskyndare i Tyskland fanns Rudolf Meyer, L. von Stein, O. Gierke och von Riepenhausen, i Österrike K. Peyrer von Heimstätt.